# 깻묵

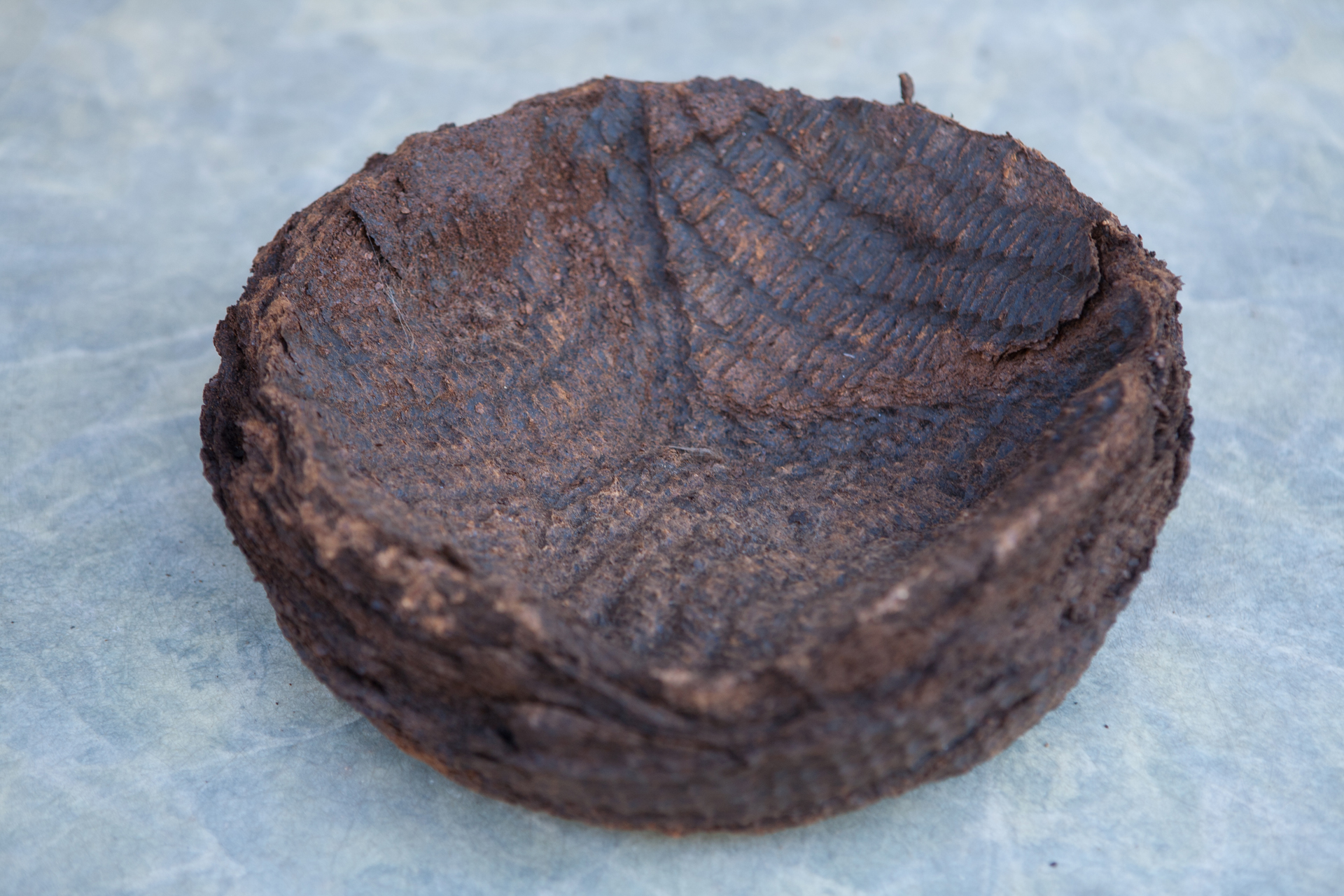
참기름을 짜고 남은 깻묵

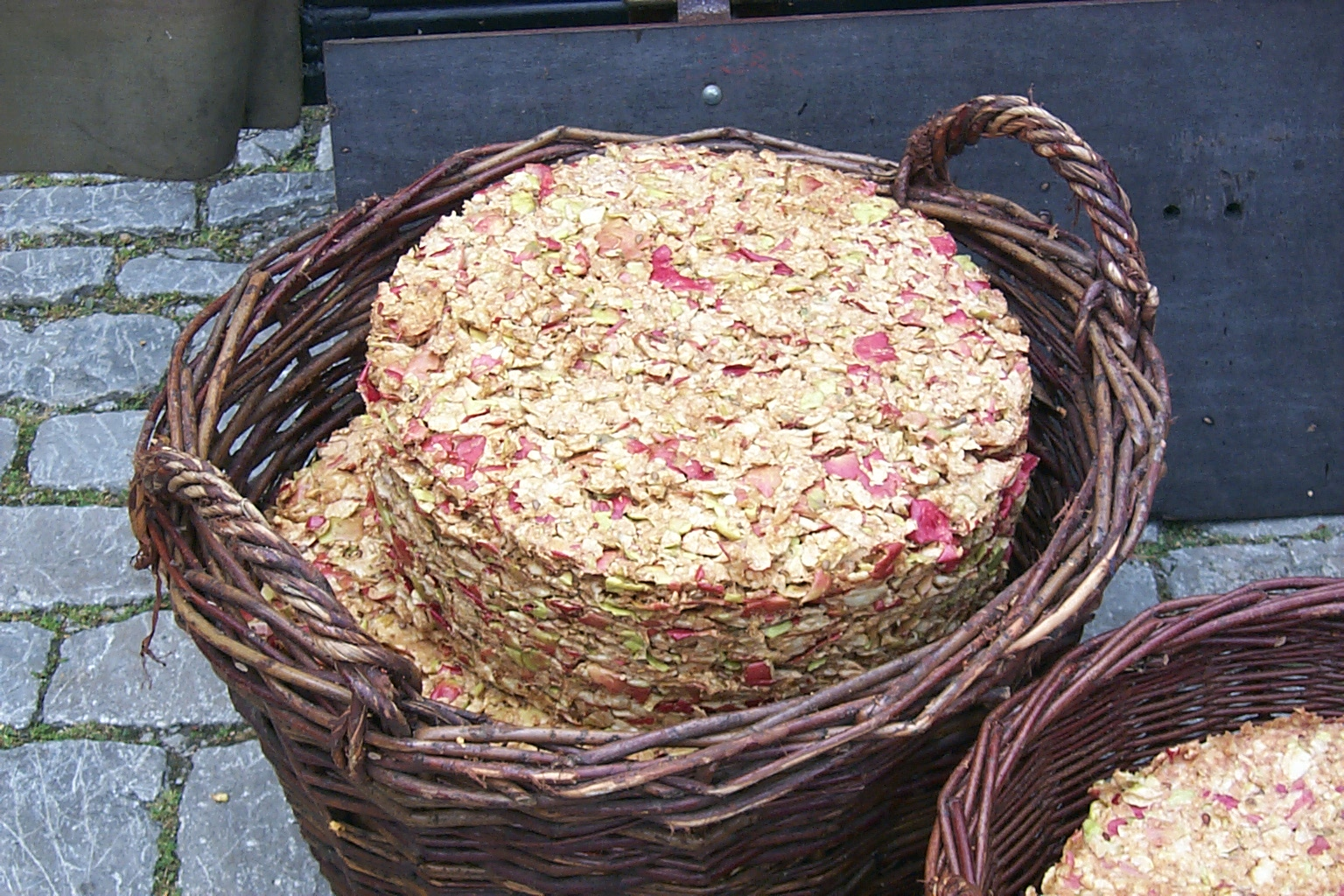
사과 깻묵.

깻묵 또는 유박(油粕, press cake, oil cake)은 식물의 종자에서 기름을 짜고 남은 것이다. 주된 용도는 비료, 사료이며 콩의 깻묵은 단백질이 풍부하여 두부를 만드는 데도 쓰인다.

## 쓰임새

### 요리
조선민주주의인민공화국에서는 콩깻묵으로 인조고기를 만든다.